# Euphranta camelliae
Euphranta camelliae är en tvåvingeart som först beskrevs av Ito 1949.  Euphranta camelliae ingår i släktet Euphranta och familjen borrflugor. Inga underarter finns listade i Catalogue of Life.